# Pascal Cherki
Pour les articles homonymes, voir Cherki.
Pascal Cherki, né le 1er septembre 1966 à Paris, est un homme politique français socialiste.
Il est maire du 14e arrondissement de la capitale française de 2009 à 2014, après avoir été adjoint au maire de Paris de 2001 à 2009 (chargé des sports de 2001 à 2008 puis de la vie scolaire et de la réussite éducative de 2008 à 2009). De 2012 à 2017, il est député de la 11e circonscription de Paris.
Jusqu'en 2017 il est membre du Bureau national du Parti socialiste. Après avoir quitté le Parti socialiste, il rejoint Génération.s.

## Biographie
Né à la Clinique des Bluets (« Hôpital des métallurgistes Pierre Rouquès », clinique des métallos de la CGT) dans une famille juive d'origine algéroise, aisée et républicaine, Pascal Cherki s'oriente vers des études de droit à l’université avant d’intégrer l’école d’avocats de Paris. Il adhère au Parti socialiste en 1983, puis participe à la création de la section Union nationale des étudiants de France – Indépendante et démocratique (UNEF-ID) du campus de Sceaux (Université de Paris-XI ). Il entre au bureau national de l’UNEF-ID en 1988 et sera élu au Conseil national de l'enseignement supérieur et de la recherche (CNESER) de 1989 à 1991.
Il est proche de Julien Dray et de SOS Racisme, dont il est secrétaire général de décembre 1992 à juillet 1993, et dont il sera l'avocat. Au départ membre dirigeant de la Gauche socialiste, courant de gauche du PS, après l'implosion de ce courant en 2002, il suit Jean-Luc Mélenchon et Henri Emmanuelli au sein de Nouveau Monde. Au congrès du Mans, il rejoint avec Henri Emmanuelli le Nouveau Parti socialiste de Benoît Hamon, dont il devient l'un des membres dirigeants en prenant en charge la coordination du courant. Il rentre au Bureau national en 2008.
Au congrès de Reims, Pascal Cherki est l'un des principaux signataires, avec Henri Emmanuelli et Benoît Hamon, de la motion « Un Monde d'avance ».
Pascal Cherki est avocat de profession. Il a exercé de 1995 à 2001. Il est l'avocat de SOS Racisme[réf. nécessaire].
Pascal Cherki devient maire du 14e arrondissement de Paris à la suite de la mort du maire en exercice Pierre Castagnou. Il est élu député PS lors des élections législatives de 2012.
Il siège à la commission des Finances de l'Assemblée nationale.
Comme Daniel Vaillant dans le 18e arrondissement, et malgré les consignes d'Anne Hidalgo qui ne souhaite pas que les têtes de listes parisiennes cumulent un mandat de député et de maire, Pascal Cherki décide initialement de passer outre et de se représenter à l'élection municipale ; le 26 août, il choisit finalement de se conformer à la règle prescrite par la candidate PS. Il est, alors, nommé le 28 août 2013 porte-parole de la campagne d'Anne Hidalgo, candidate à la mairie de Paris à l'élection municipale de 2014, et est secondé de deux porte-paroles adjoints : Bruno Julliard et Rémi Féraud (également codirecteur de campagne). En octobre, la liste des porte-paroles adjoints est complétée par Ian Brossat, Colombe Brossel, Seybah Dagoma et Myriam El Khomri.
Le 15 octobre 2013, il s'abstient lors du vote de la réforme des retraites présentée par le gouvernement Ayrault, se déclarant avec plusieurs autres élus de l'aile gauche du parti « très réservés sur l'allongement de la durée de cotisation ».
Il soutient Benoît Hamon lors de la primaire citoyenne de 2017.
Pascal Cherki se présente de nouveau, sur l'étiquette PS, au poste de député de la onzième circonscription de Paris lors des élections législatives françaises de 2017. Il est battu dès le premier tour, obtenant 15,10 % des suffrages exprimés, ce qui le place en 3e position.
Après avoir été élu député sur l'étiquette du PS en 2012 et avoir revendiqué cette même étiquette pour les élections législatives de 2017, il indique, le 10 octobre 2017, quitter le Parti socialiste 35 ans après son engagement au sein de celui-ci en 1982 pour rejoindre Génération.s.
Lors des élections municipales de 2020 à Paris, Pascal Cherki ne se représente pas et redevient avocat.

## Mandats électifs
- Du 18/06/1995 au 18/03/2001 : conseiller du 14e arrondissement
- Du 18/03/2001 au 16/03/2008 : adjoint au maire de Paris chargé des sports[13], conseiller du 14e arrondissement
- Du 16/03/2008 au 06/03/2009 : adjoint au maire de Paris chargé de vie scolaire et de la réussite éducative[14], conseiller du 14e arrondissement
- Du 07/03/2009 au 13/04/2014 : maire du 14e arrondissement de Paris (succédant[a] à Pierre Castagnou mort le 24 février 2009)
- Du 17/06/2012 au 18/06/2017 : député de la 11e circonscription de Paris (14e arrondissement : quartiers Pernety, Montparnasse, Petit-Montrouge, Montsouris ; 6e : quartier Notre-Dame-des-Champs)